# Светът (архипелаг)
Светът (на английски: The World) e изкуствено създаден архипелаг от 300 острова, разположени във формата на континентите на Земята.
Намира се на 4 km от брега на емирството Дубай, Обединени арабски емирства. Проектът е сред многото планирани в Дубай.
Всеки остров варира по площ от 14 000 m² до 42 000 m². Разстоянието между островите е средно 100 m. Целият архипелаг се разполага върху площ с 9 km дължина и 6 km широчина, заобиколен от овален бент.
Проектът е приет на 6 май 2003 г. от емира шейх Мохамед бин Рашид ал Моктоум. Насипването на островите започва 4 месеца по-късно. Земната маса за проекта е взета от морето чрез извличане на седименти и морски пясък от дъното на крайбрежните зони на морето . Предприемач на проекта „Светът“ е строителната компания Накхийл (Nakheel Properties). На 10 януари 2008 г. е поставен последният камък от бента. Предстои етапът на развитието на островите.
Всеки един от островите струва между 15 и 50 млн. американски долара. През януари 2008 г. са продадени 60% от островите, 20 от които – още през първите 4 месеца на 2007 г. Един от островите е все още непродаден, цената му е 250 млн. щатски долара.